# 莉亚·高蒂
莉亚·高蒂（英語：Leah Gotti，1996年12月4日—）出生于美国德克萨斯州谢尔曼是一位美国色情女演员和色情模特。

## 传记
莉亚·高蒂于1996年12月出生于美国德克萨斯州格雷森县谢尔曼市。高中时，她是校摔跤队的队长。高中毕业后，她开始在达拉斯的一家夜总会工作。就在那时她参加了由Exxxotica举办的派对参加了脱衣舞比赛，并赢得了Exxxotica小姐的称号。
在2015年，在年仅18岁的她就开始了色情演员的生涯。FTV Girls网站收录了她的第一部影片。她并没有获得她全部家人的支持，据她本人称她的父亲在知道这件事之后就不再和她说话了。
2017年，她在XBIZ奖项中收到了四项提名。包括最佳新晋女演员、最佳情侣或主题电影性爱场景《Swingers Getaway》、最佳全性别电影性爱场景《Coming of Age Vol. 2》以及最佳女同性恋电影性爱场景《A Soft Touch 2》。
她最初只在色情影片行业坚持了一年。2020年9月她重返色情行业，推出了自己的新网站和制片公司。作为女演员，她已经参与拍摄了160多部影片。

## 奖项和提名
| 年份 | 颁奖典礼 | 结果 | 奖项                       | 作品                     |
| ---- | -------- | ---- | -------------------------- | ------------------------ |
| 2017 | XBIZ奖   | 提名 | 最佳新晋女演员             | —                        |
| 2017 | XBIZ奖   | 提名 | 最佳情侣或主题电影性爱场景 | 《Swingers Getaway》     |
| 2017 | XBIZ奖   | 提名 | 最佳全性别电影性爱场景     | 《Coming of Age Vol. 2》 |
| 2017 | XBIZ奖   | 提名 | 最佳女同性恋电影性爱场景   | 《A Soft Touch 2》       |
| 2024 | AVN奖    | 提名 | 最佳女同性恋电影性爱场景   | 《Him or Me》            |